# Marjolaine Hecquet
Marjolaine Hecquet, née le 23 mars 1993 à Bergerac, est une céiste française pratiquant la descente.

## Palmarès

### Championnats du monde
- 2012 à Mâcot-la-Plagne,  France
  -  Médaille d'or en C1, Course Sprint

- 2013 à Solkan,  Slovénie
  -  Médaille d'or en C1, Course Sprint

- 2014 à Valteline,  Italie
  -  Médaille d'or en C1, Course Classique
  -  Médaille d'argent en C1, Course Sprint

### Championnats d'Europe
- 2013 à Bovec,  Slovénie
  -  Médaille d'or en C1, Course Classique